# Kürzen
Kürzen eines Bruches bedeutet, dass man den Zähler und den Nenner des Bruches durch die gleiche Zahl (nicht durch 0) dividiert.
In der elementaren Bruchrechnung ist das Kürzen ein Verfahren zur Vereinfachung von Brüchen. Dabei werden Zähler und Nenner des gegebenen Bruchs durch einen gemeinsamen Teiler (der größer als 1 ist) dividiert.
Der Wert des Bruches bleibt beim Kürzen gleich: Man erhält eine neue Darstellung derselben Bruchzahl. Die Zahl, durch die man kürzt, wird als Kürzungszahl bezeichnet.
Die Umkehrung des Kürzens ist das Erweitern eines Bruchs. Während jedoch Erweitern bei jedem Bruch und mit jeder natürlichen Zahl möglich ist, setzt das Kürzen voraus, dass Zähler und Nenner einen gemeinsamen Teiler (>1) haben. Ist das nicht der Fall, so ist der Bruch unkürzbar; es handelt sich dann um die Grunddarstellung der betreffenden Bruchzahl.
Lässt man auch andere Zahlen als die gemeinsamen Teiler als Kürzungszahlen zu, so verschwindet der Unterschied zwischen Erweitern und Kürzen. Kürzen durch eine Zahl ist dann nichts anderes als das Erweitern mit ihrer Kehrzahl.

## Mathematische Formulierung
Allgemein: Sind {\displaystyle a}, {\displaystyle b} und {\displaystyle c} ganze Zahlen, wobei {\displaystyle b\neq 0} und {\displaystyle c\neq 0} vorausgesetzt wird, dann gilt
{\displaystyle {\frac {a\cdot c}{b\cdot c}}\;=\;{\frac {a}{b}}}.
Liest man diese Gleichung von links nach rechts, dann wird der Bruch {\displaystyle (ac)/(bc)} mit {\displaystyle c} gekürzt, liest man sie von rechts nach links, dann wird der Bruch {\displaystyle a/b} mit {\displaystyle c} erweitert. Im Zuge einer Rechnung wird das Kürzen eines Bruchs häufig mnemotechnisch gekennzeichnet durch
{\displaystyle {\frac {a\cdot {\cancel {c}}}{b\cdot {\cancel {c}}}}\;=\;{\frac {a}{b}}}.
Zum Kürzen ist es hilfreich, Zähler und Nenner des Bruchs in ihre Primfaktoren zu zerlegen. Gleiche Primfaktoren können dann einfach paarweise in Zähler und Nenner herausgestrichen werden. Bei größeren Zahlen ist es jedoch oft einfacher, den größten gemeinsamen Teiler (ggT) mit dem euklidischen Algorithmus zu bestimmen, denn der ggT ist die größte Zahl, mit der man einen gegebenen Bruch kürzen kann.

## Beispiele
{\displaystyle {\frac {6}{8}}\;=\;{\frac {3\cdot {\cancel {2}}}{4\cdot {\cancel {2}}}}\;=\;{\frac {3}{4}}}
{\displaystyle {\frac {200}{8800}}\;=\;{\frac {1\cdot {\cancel {200}}}{44\cdot {\cancel {200}}}}\;=\;{\frac {1}{44}}}
Die Beispiele zeigen, dass das Kürzen von Brüchen meist eine sehr sinnvolle Sache ist, weil sich dadurch erhebliche Vereinfachungen ergeben, was insbesondere das eventuelle Weiterrechnen mit den Brüchen deutlich erleichtert.

## Verallgemeinerung
Geht man von den rationalen Zahlen weg und betrachtet andere Strukturen, dann erkennt man, dass die Möglichkeit, Brüche zu kürzen, eine direkte Konsequenz der Art und Weise ist, wie Brüche definiert werden. Man kann somit z. B. in beliebigen Quotientenkörpern Brüche kürzen. Lokalisiert man einen Ring R mit einer multiplikativen Teilmenge S, dann kann man einen Bruch aus RS nur mit Elementen von S kürzen und erweitern.